# 115449 Robson
Robson (asteróide 115449) é um asteróide da cintura principal, a 2,431652 UA. Possui uma excentricidade de 0,1131382 e um período orbital de 1 658,29 dias (4,54 anos).
Robson tem uma velocidade orbital média de 17,98746719 km/s e uma inclinação de 5,03103º.